# Mykoła Karzow
Mykola Karzow (ur. 12 lutego 1976) – ukraiński siatkarz grający na pozycji środkowego.
Dotychczas grał w klubach: Pidszypnyk Łuck, Markochim Mariupol, Azot Czerkasy, BBTS Bielsko-Biała, Jadar Sport Radom i Mostostal-Azoty SSA Kędzierzyn-Koźle (wypożyczony z Jadaru od grudnia 2006).
Ma 204 cm wzrostu. Jego zasięg w ataku wynosi 332 cm, a zasięg w bloku - 319 cm.